# Synagoge (Bonn)

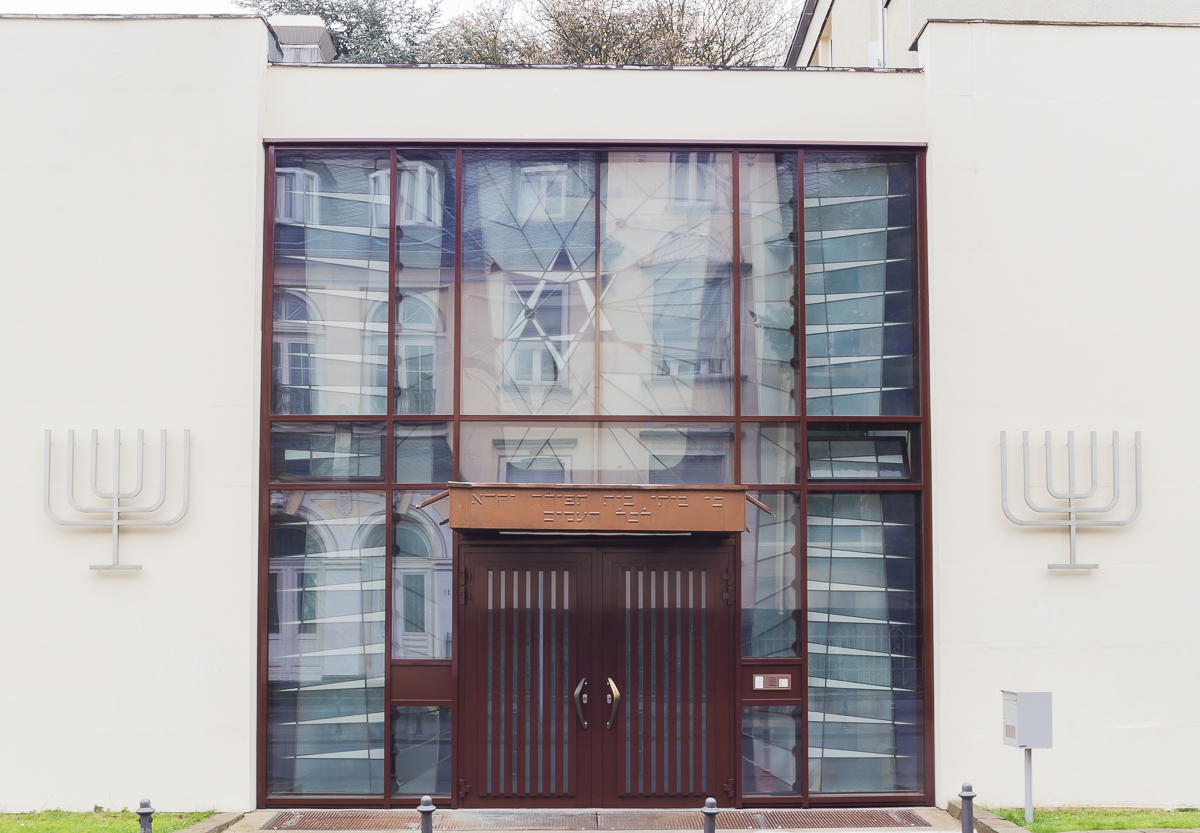
Haupteingang

Die Synagoge im Bonner Ortsteil Gronau wurde 1958/59 errichtet. Sie liegt an der Tempelstraße (Hausnummern 2–4) am Nordrand des Bundesviertels, unmittelbar südlich des Auswärtigen Amts. Sie ist die einzige Synagoge der Stadt Bonn und steht als Baudenkmal unter Denkmalschutz.

## Geschichte
In dem 1715 eingerichteten Bonner Judenghetto wurde Mitte des 18. Jahrhunderts eine Synagoge erbaut, 1879 wurde ein Synagogenneubau an der Nordseite der Alten Rheinbrücke eingeweiht (→ Alte Synagoge (Bonn)). Seit 1932 gab es auch einen „ostjüdischen“ Betsaal, die Gemeindegröße belief sich um 1933 auf etwa 1200 Mitglieder. Die Synagoge wurde während der Novemberpogrome 1938 zerstört und später abgerissen.
Die nach dem Zweiten Weltkrieg neu begründete Jüdische Gemeinde Bonn bestand zunächst nur aus wenigen Personen, die seit 1947 einen Betsaal in einem Privathaus nutzten. Nach 1949 führte die neue Funktion Bonns als Regierungssitz der Bundesrepublik Deutschland zu einer umfassenden Vergrößerung der Gemeinde, sodass wieder der Bedarf für ein eigenes Versammlungs- und Gotteshaus entstand. 1956 erwarb die jüdische Gemeinde aus den Mitteln des Verkaufs des bisherigen Synagogengrundstücks an die Stadt Bonn das Ersatzgrundstück an der damaligen Wörthstraße (seit 1978 Tempelstraße) am Nordrand des Parlaments- und Regierungsviertels. Mit dem Entwurf für den Neubau wurde der Architekt Helmut Goldschmidt beauftragt. Nach der Grundsteinlegung am 9. April 1958 konnte die Synagoge bereits am 26. Mai 1959 feierlich übergeben werden. Zugleich mit dem Bau der Synagoge wurde das zum erworbenen Grundstück gehörende westlich benachbarte Eckhaus Adenauerallee 113, ebenfalls nach Plänen Goldschmidts, zum Gemeindehaus der Synagogengemeinde umgebaut. 1966 wurde die Synagoge nach Westen erweitert und dabei offene Einstellplätze für Autos sowie im Obergeschoss ein Gemeindesaal geschaffen. 1985 erhielt der Verwaltungstrakt eine Aufstockung um einen Küchenaufbau. 1990 wurde an einem Seiteneingang ein Säulenfragment als Spolie der zerstörten Alten Synagoge mit Steintafel und Inschrift aufgestellt, die im Frühjahr 2019 auf den jüdischen Friedhof des Waldfriedhofs Kottenforst im Bonner Ortsteil Ückesdorf versetzt wurden.
Die Eintragung der Synagoge in die Denkmalliste der Stadt Bonn erfolgte am 22. Dezember 2000. Der Schutz ist auf den Ursprungsbau von 1958/59 beschränkt.

## Architektur

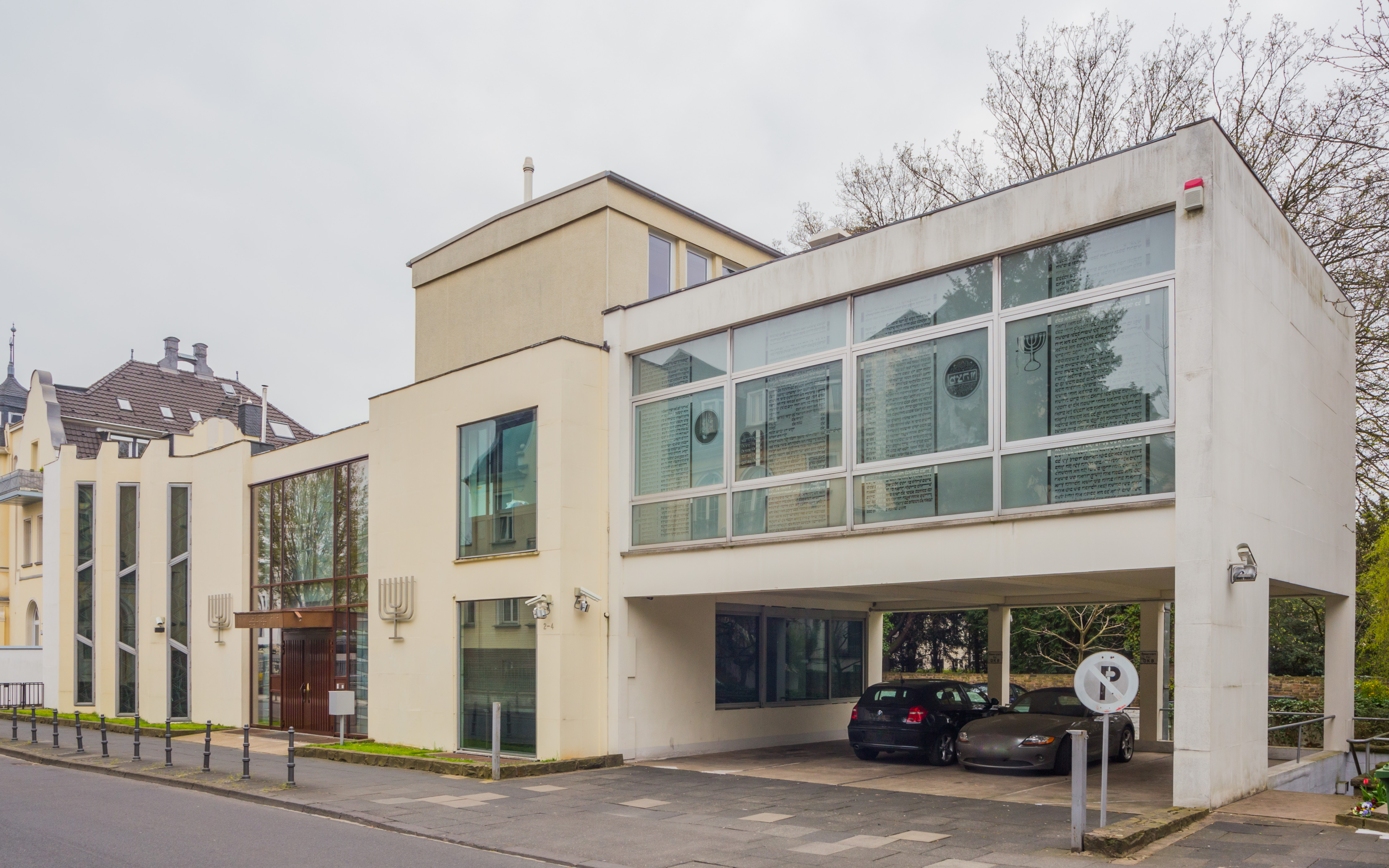
Gesamtansicht

Der Komplex besteht aus einer zweigeschossigen Synagoge im Osten und einem ursprünglich ebenfalls zwei-, heute dreigeschossigen Gemeindehaus (Verwaltungstrakt) im Westen. Abgetrennt werden beide Gebäudeteile von einem verglasten Eingangsbereich. Die Außenwände bestehen aus schräggestellten Stahlbetonscheiben. Im ursprünglichen Zustand umfasste die Synagoge 40 Plätze in einer frei im Raum hängenden Frauenempore und 80 Plätze für Männer im Erdgeschoss; der Toraschrein wurde in Nussbaum und Ahorn gefertigt.